# 埃爾金龍屬
埃爾金龍屬（屬名：Elginia）又名愛爾基泥龍，是種鋸齒龍類：身長約3公尺的二疊紀晚期副爬行動物。埃爾金龍是種矮小的物種，身長約2公尺，化石發現於蘇格蘭馬里地區的埃爾金和中国内蒙古。牠們的頭上有數根針狀物，有兩根特別突出於頭部後方。這些尖狀物可能是視覺展示物，而非打鬥或保護用。有些矮小的鋸齒龍類身上有大量的護甲，外表非常類似烏龜。

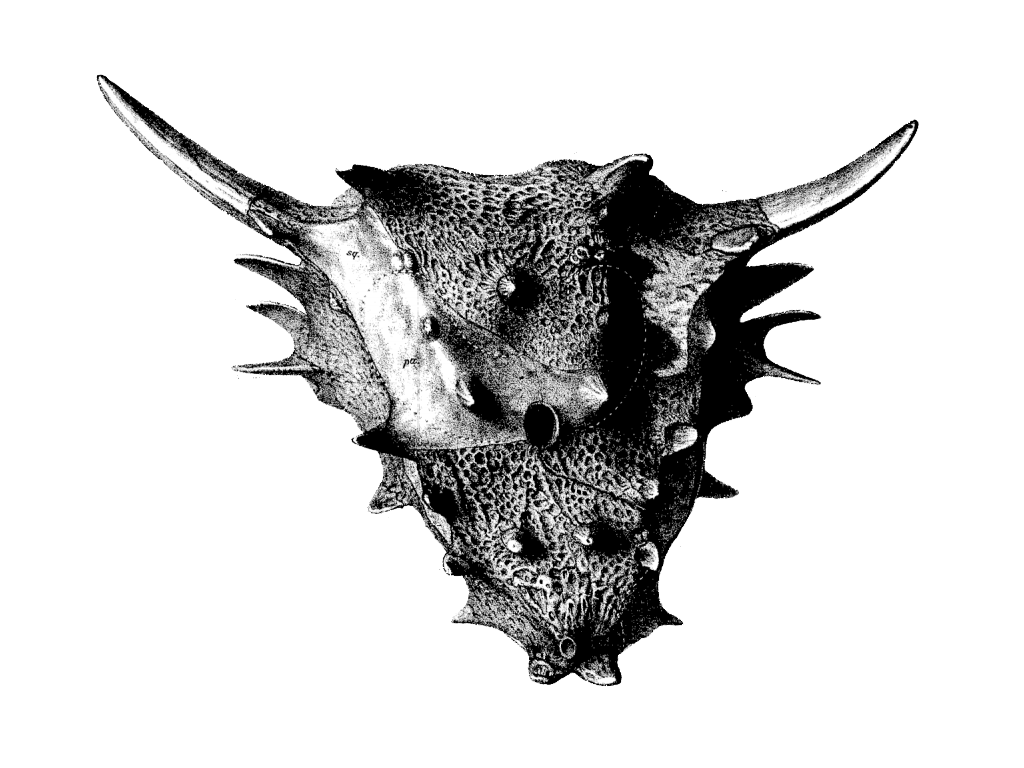
埃爾金龍的頭顱骨

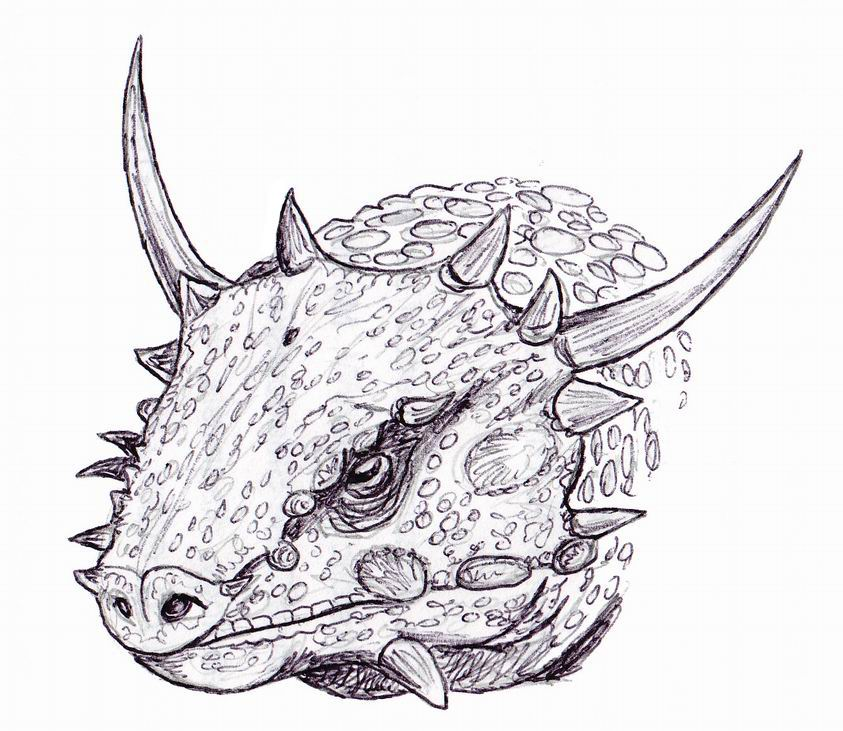
埃爾金龍的頭部想像圖